# Mastigostyla implicata
Mastigostyla implicata là một loài thực vật có hoa trong họ Diên vĩ. Loài này được Ravenna miêu tả khoa học đầu tiên năm 1964.